# Retículo de Young

Un diagrama de Hasse del retículo de Young.

En matemáticas, el retículo de Young es un conjunto parcialmente ordenado y un retículo que está formado por todas las particiones enteras. Su nombre se debe a Alfred Young, quien en una serie de artículos titulados On quantitative substitutional analysis desarrolló la teoría de representación de grupos simétricos. El retículo de Young juega un rol importante en álgebra combinatoria, conformando el ejemplo más simple de un conjunto parcialmente ordenado diferencial, en el sentido de Stanley (1988). Está además estrechamente conectado con las bases de cristal para álgebras de Lie afines.